# Häyhiöt
Häyhiöt är en ö i Finland. Den ligger i sjön Ruovesi och i kommunen Ruovesi i den ekonomiska regionen  Övre Birkalands ekonomiska region  och landskapet Birkaland, i den södra delen av landet, 210 km norr om huvudstaden Helsingfors. Öns area är 2,3 hektar och dess största längd är 470 meter i nord-sydlig riktning.